# マレク・ミナリク
- マレク・ミナリク
- マレク・ミナジーク

マレク・ミナリク（Marek Minařík 、1993年6月28日 - ）は、チェコ共和国ロウニ出身のプロ野球選手（投手）。

## 経歴

### プロ入りとフィリーズ傘下時代
2010年5月にフィラデルフィア・フィリーズとマイナー契約。
2011年と2012年はルーキー級ガルフ・コーストリーグ・フィリーズでプレーした。また、2012年9月に開催された第3回WBC予選のチェコ代表に選出された。
2013年3月にFAとなった。

### チェコ球界時代
フィリーズ退団後はチェコに帰国し、チェコ・エクストラリーガのコトラーカ・プラハでプレー。20試合に登板して、5勝0敗、防御率2.91の成績を残した。

### パイレーツ傘下時代
2014年はピッツバーグ・パイレーツとマイナー契約し、再度MLBに挑戦。この年はルーキー級ブリストル・パイレーツとショートシーズンA級ジェームスタウン・ジャマーズでプレーした。また9月には第33回ヨーロッパ野球選手権大会のチェコ代表に選出された事が発表された。
2015年はルーキー級ブリストル・パイレーツで14試合に登板し、2勝6敗、防御率6.32という成績にとどまった。12月にFAとなった。

### チェコ球界復帰
2016年からは再びチェコのエクストラリーガでプレーしている。また2016年9月には第4回WBC予選のチェコ代表に選出されている。
2022年9月13日に第5回WBC予選のチェコ代表に選出された。
2023年3月に開催された第5回WBC本戦のチェコ代表にも選出された。

## 人物
普段は不動産会社で勤務している。

## 詳細情報

### 代表歴
- 2013 ワールド・ベースボール・クラシック予選 チェコ代表
- 2017 ワールド・ベースボール・クラシック予選 チェコ代表
- 2014年ヨーロッパ野球選手権大会チェコ代表
- 2023 ワールド・ベースボール・クラシック予選 チェコ代表
- 2023 ワールド・ベースボール・クラシック・チェコ代表